# Padam Pokhari
Padam Pokhari – gaun wikas samiti w środkowej części Nepalu w strefie Narajani w dystrykcie Makwanpur. Według nepalskiego spisu powszechnego z 2001 roku liczył on 2833 gospodarstw domowych i 15904 mieszkańców (8068 kobiet i 7836 mężczyzn).